# António Nobre
António Pereira Nobre (Porto, 16 de agosto de 1867 — Foz do Douro, 18 de março de 1900), mais conhecido como António Nobre, foi um poeta português cuja obra se insere nas correntes ultrarromântica, simbolista, decadentista e saudosista (interessada na ressurgência dos valores pátrios) da geração finissecular do século XIX português. A sua principal obra, Só (Paris, 1892), é marcada pela lamentação e nostalgia, imbuída de subjectivismo, mas simultaneamente suavizada pela presença de um fio de autoironia e com a rotura com a estrutura formal do género poético em que se insere, traduzida na utilização do discurso coloquial e na diversificação estrófica e rítmica dos poemas. Apesar da sua produção poética mostrar uma clara influência de Almeida Garrett e de Júlio Dinis, ela insere-se decididamente nos cânones do simbolismo francês. A sua principal contribuição para o simbolismo lusófono foi a introdução da alternância entre o vocabulário refinado dos simbolistas e um outro mais coloquial, reflexo da sua infância junto do povo nortenho. Faleceu com apenas 32 anos de idade, após uma prolongada luta contra a tuberculose pulmonar.

## Biografia
“Ai quem me dera entrar nesse convento. Que há além da morte e que se chama a Paz!”

— António Nobre, Soneto n°18, in Só.
António Nobre nasceu na cidade do Porto a 16 de agosto de 1867, numa família abastada que residia na Rua de Santa Catarina, 467-469, na época de seu nascimento. Seu pai era natural de Borba de Godim (Lixa), tendo aí vivido durante sete anos. Passou a infância em Trás-os-Montes, na Póvoa de Varzim, Leça de Palmeira e na Lixa. Em 1888 matriculou-se no curso de Direito da Universidade de Coimbra, mas não se inseriu na vida estudantil coimbrã, reprovando por duas vezes. Optou então por partir, em 1890, para Paris onde frequentou a Escola Livre de Ciências Políticas (École Libre des Sciences Politiques, de Émile Boutmy), licenciando-se em Ciências Políticas no ano de 1895. Durante a sua permanência em França familiarizou-se com as novas tendências da poesia do seu tempo, aderindo ao simbolismo. Foi também em Paris que contactou com Eça de Queirós, na altura cônsul de Portugal naquela cidade, e escreveu a maior parte dos poemas que viriam a constituir a colectânea Só, que publicaria naquela cidade em 1892.
O livro de poesia Só, que seria a sua única obra publicada em vida, constitui um dos marcos da poesia portuguesa do século XIX. Esta obra seria, ainda em sua vida, reeditada em Lisboa, com variantes, lançando definitivamente o poeta no meio cultural português. Aparecida num período em que o simbolismo era a corrente dominante na poesia portuguesa coeva, Só diferencia-se dos cânones dominantes desta corrente, o que poderá explicar as críticas pouco lisonjeiras com que a obra foi inicialmente recebida em Portugal. Apesar desse acolhimento, a obra de António Nobre teve como mérito, juntamente com Cesário Verde, Guerra Junqueiro, Antero de Quental, entre outros, de influenciar decisivamente o modernismo português e tornar a escrita simbolista mais coloquial e leve.
No seu regresso a Portugal decidiu enveredar pela carreira diplomática, tendo participado, sem sucesso, num concurso para cônsul. Entretanto adoece com tuberculose pulmonar, doença que o obriga a ocupar o resto dos seus dias em viagens entre sanatórios na Suíça, na Madeira, passando por Nova Iorque, pelos arredores de Lisboa, pela então chamada estância do Seixoso (na Lixa) e pela casa da família no Seixo, procurando em vão na mudança de clima o remédio para o seu mal.

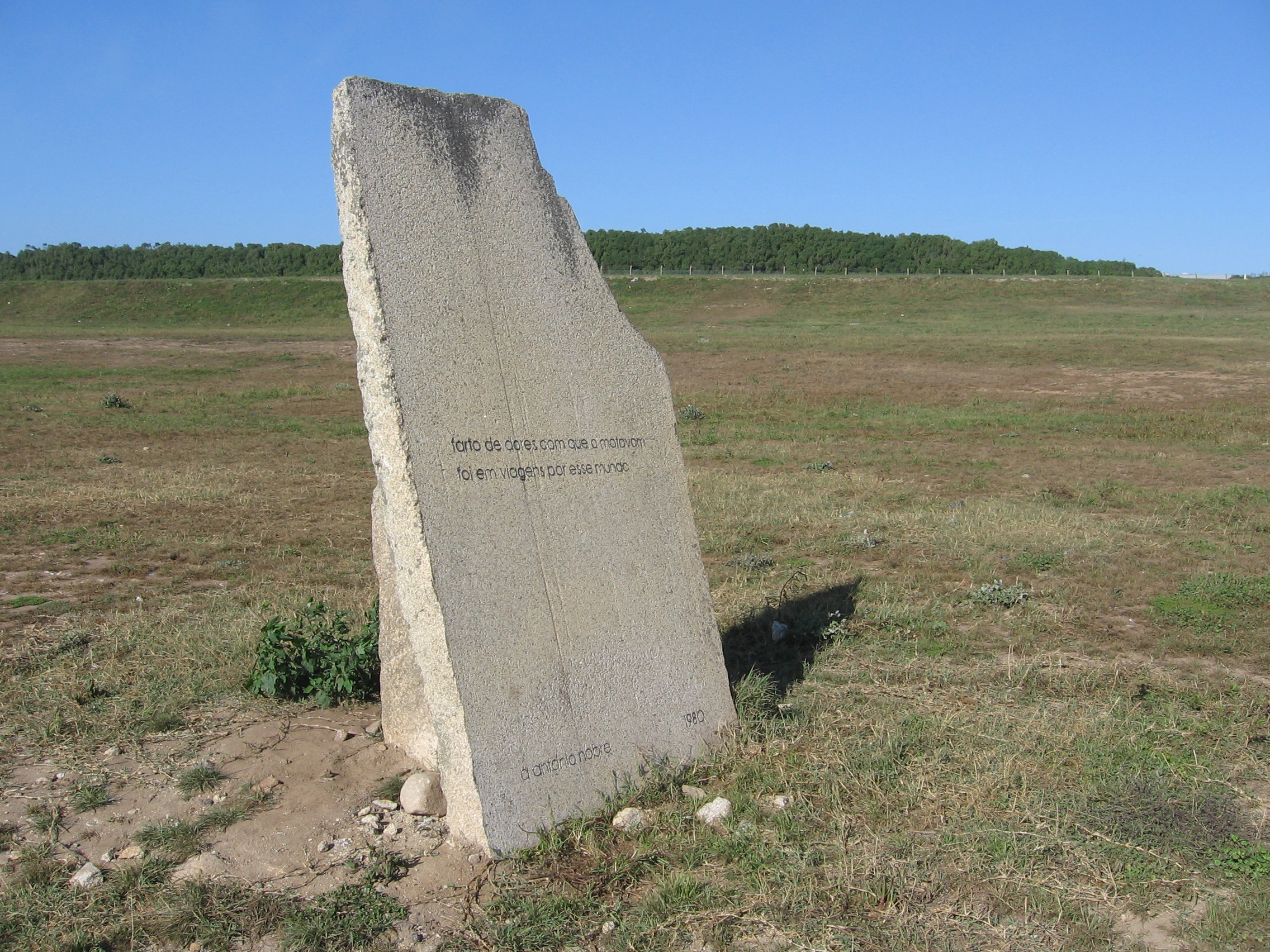
Monumento a António Nobre em Leça da Palmeira

Vítima da tuberculose pulmonar, faleceu na Foz do Douro, a 18 de março de 1900, com apenas 32 anos de idade, na casa de seu irmão Augusto Nobre, reputado biólogo e professor da Universidade do Porto.
Deixou inédita a maioria da sua obra poética. Apesar da morte prematura, e de só ter publicado em vida uma obra, a colectânea Só, António Nobre influenciou grandes nomes do modernismo português, como Fernando Pessoa, Mário de Sá-Carneiro, Alfredo Pedro Guisado e Florbela Espanca, deixando uma marca indelével na literatura lusófona.
Foi sepultado num jazigo no Cemitério do Prado do Repouso construído em 1907 pelo irmão Augusto Nobre, mas o corpo do poeta foi posteriormente transferido em 1946 para o cemitério de Leça da Palmeira, localidade onde tinha crescido.
Um monumento a António Nobre, desenhado pelo arquitecto Álvaro Siza Vieira, encontra-se perto da praia da Boa Nova em Leça da Palmeira. Está inscrito: «farto de dores com que o matavam / foi em viagens por esse mundo - a António Nobre, 1980».

## Obra
“Quando ele nasceu, nascemos todos nós. A tristeza que cada um de nós traz consigo, mesmo no sentido da sua alegria é ele ainda, e a vida dele, nunca perfeitamente real nem com certeza vivida, é, afinal, a súmula da vida que vivemos — órfãos de pai e de mãe, perdidos de Deus, no meio da floresta, e chorando, chorando inutilmente, sem outra consolação do que essa, infantil, de sabermos que é inutilmente que choramos.”

— Fernando Pessoa,'Para a Memória de António Nobre',
 A Galera, nº 5-6, Coimbra, Fevereiro 1915.
António Nobre, referindo-se ao seu único livro publicado em vida, Só (1892), declara que é o livro mais triste que há em Portugal. Apesar disso, e de ser real o sentimento de tristeza e de exílio que perpassa em toda a sua obra, ela aparece marcada pela memória de uma infância feliz no norte de Portugal e pelo relembrar das paisagens e das gentes que conheceu no Douro interior e no litoral português a norte do Porto, onde passou na infância e juventude, e em Coimbra, onde começou estudos de Direito.
Na sua poesia concede grande atenção ao real, descrito com minúcia e afecto, mesmo se à distância da memória e do sentimento de exílio que entretanto o invadira. Este sentimento, só aparentemente resultado da sua ida para Paris, estará presente em toda a sua obra, mesmo naquela que foi escrita após o seu regresso a Portugal.
Embora a tuberculose pulmonar apenas se tenha manifestado depois de publicada a primeira edição do livro, pelo que são erróneas as leituras que pretendem ver os poemas de Só à luz daquela doença, em toda a obra de António Nobre está presente a procura de um regresso a um passado feliz, que transfigura a realidade, poetizando-a e aproximando-a da intimidade do poeta. Estas características da sua obra, que reflectem as influências simbolistas e decadentistas que recebeu em Coimbra e Paris, são acompanhadas de alguma ironia amarga perante o que achava ser a agonia de Portugal e a sua própria, particularmente na fase final da sua vida na qual as circunstâncias críticas do seu estado de saúde contribuíram em muito para as características da sua obra.
Em todos os seus livros (Só e os póstumos Primeiros versos e Despedidas), bem como no seu abundante epistolário, está presente um sentimentalismo aparentemente simples, reflectido nos temas recorrentes da sua obra: a saudade, o exílio, a pátria e a poesia. Este sentimentalismo ganha uma dimensão mítica, por vezes um certo visionarismo, na procura de um passado pessoal entretanto perdido pelo desenraizamento da sua pátria ou pelo sentimento de amargura a sua estagnação lhe causa, como se percebe no seu poema Carta a Manuel.
Na sua obra poética, António Nobre procurou recuperar um pitoresco português ligado à vida dos simples, ao seu vigor e à sua tragédia, pelos quais sentia uma ternura ingénua e pueril. Nessa tentativa assume uma atitude romântica e saudosista que marcaria profundamente a literatura portuguesa posterior, aproximando-o de figuras literárias como Guerra Junqueiro e Almeida Garrett.
Esta proximidade e admiração a Almeida Garrett são confessadas pelo próprio autor no poema intitulado significativamente Viagens na minha terra:
«Ora, às ocultas, eu trazia
No seio, um livro e lia, lia 
Garrett da minha paixão»
Estilisticamente, António Nobre, recusou a elaboração convencional, a oratória e a linguagem elevada do simbolismo do seu tempo, procurando dar à sua poesia um tom de coloquialidade, cheio de ritmos livres e musicais, acompanhado de uma imagística rica e original. Nesta ruptura com o simbolismo foi precursor da modernidade. Marcantes, ainda, na sua obra são o seu pessimismo e a obsessão da morte (como em Balada do Caixão, Ca(ro) Da(ta) Ver(mibus), Males de Anto ou Meses depois, num cemitério), o fatalismo com a sua predestinação para a infelicidade (como em Memória, Lusitânia No Bairro Latino ou D. Enguiço) e o apreço pela paisagem e pelos tipos pitorescos portugueses (como na segunda e terceira partes de António, Viagens na Minha Terra ou no soneto Poveirinhos! Meus velhos pescadores).
Considerada ousada para a época, a obra de António Nobre foi lida por alguns como nacionalista e tradicionalista. Essa leitura foi abandonada pela crítica mais recente que reconhece não se tratar de uma obra solipsista e ensimesmada, antes vê nela a representação de um universo interior e de um Portugal que epitomizam o sujeito finissecular e que expressam uma crise de valores que em breve, historicamente, traria mudanças de vulto.
Na sua obra póstuma, constam Despedidas 1895-1899 (1902), que inclui um fragmento de um poema sebastianista de intenção épica, O Desejado, e Primeiros Versos 1882-1889 (1921). A sua vasta correspondência foi entretanto editada, acompanhada de diversos estudos sobre a sua vida e obra. 
António Nobre colaborou ainda em revistas como A Mocidade de Hoje (1883) e Boémia Nova (1889) e encontram-se, também, algumas colaborações suas em diversas publicações periódicas, nomeadamente: Branco e Negro (1896-1898), A imprensa (1885-1891) e A leitura (1894-1896) e, postumamente, na Revista de turismo iniciada em 1916.
Apesar do escasso número de volumes da obra de António Nobre, ela constitui um dos grandes marcos da poesia do século XIX e uma referência obrigatória da Literatura Portuguesa. Aquele autor é assim, à semelhança de outros autores de obra quase única, como são Cesário Verde e Camilo Pessanha, uma figura incontornável da poesia lusófona.

### Obras publicadas

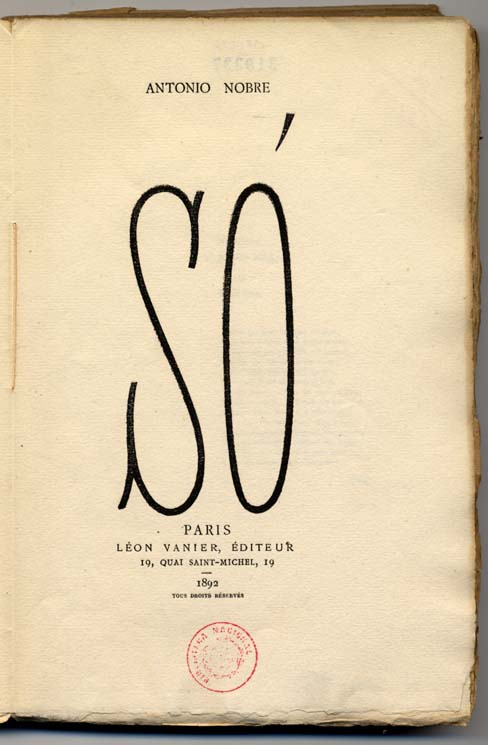
Folha de rosto da primeira edição de Só, Paris, 1892.

Em vida, António Nobre publicou apenas a colectânea Só, saída a público em Paris no ano de 1892. Deixou contudo um conjunto de inéditos, que foram publicados postumamente, e colaboração dispersa por diversos periódicos. É a seguinte a bibliografia activa mais relevante de António Nobre:
- Só, Léon Vanier Editeur, Paris, 1892;(eBook)
  - 2.ª edição, revista e aumentada: Guillard, Aillaud e Cª, Lisboa, 1898;
  - Reprodução tipográfica da 2.ª edição (1898), prefácio e edição de Paula Morão, Caixotim, Porto, 2000;
  - Edição com prefácio de Agustina Bessa Luís, Livraria Civilização, Porto, 1983 (reimpresso em 1999).
  - Edição em espanhol: Solo. Ediciones sequitur, 2009
  - Edição em francês: Seul, L'Arbre à Paroles, Amay, 2008.
- Despedidas (1895 - 1899), Porto, 1902; (eBook)
  - 2.ª edição, Biblioteca de Iniciação Literária, Lello e Irmãos, Porto, 1985.
- Primeiros versos (1882-1889), Porto, 1921;
  - 2.ª edição, Biblioteca de Iniciação Literária, Lello e Irmão, Porto, 1984.
- Cartas Inéditas de António Nobre, 1934;
- Cartas e Bilhetes Postais a Justino Montalvão, 1956;
- Correspondência, Lisboa, 1967;
- Correspondência II, Lisboa, 1969;
  - Correspondência (organização, introdução e notas de Guilherme de Castilho), Imprensa Nacional Casa da Moeda, Lisboa, 1982.
- Alicerces, seguido de Livro de Apontamentos (leitura, prefácio e notas de Mário Cláudio), Imprensa Nacional Casa da Moeda, Lisboa, 1983.
- Correspondência com Cândida Ramos (leitura, prefácio e notas de Mário Cláudio), Biblioteca Pública Municipal do Porto, Porto, 1982.